# Jerzy Piwek
Jerzy Piwek (ur. 1934) – historyk specjalizujący się w dziejach gospodarczych.
W 1954–1960 studiował historię i filozofię na Uniwersytecie Jagiellońskim w Krakowie. Następnie został zatrudniony jako asystent w Katedrze Historii Kultury Materialnej Instytutu Historii tejże uczelni. W 1965 objął stanowisko asystenta Katedry Historii Gospodarczej w Wydziale Ekonomicznym Kielecko-Radomskiej Wyższej Szkoły Inżynierskiej. W 1975 uzyskał stopień doktora na podstawie pracy Białaczowskie Zakłady Ceramiczne (1928–1939), napisanej pod kierunkiem prof. Józefa Buszki. W 1975–1980 był dyrektorem Instytutu Ekonomii Politechniki Świętokrzyskiej w Kielcach. 1 stycznia 1990 na macierzystej uczelni uzyskał habilitację na podstawie pracy Historia gospodarcza czasów nowożytnych. W 1998 objął stanowisko profesora Katedry Historii Gospodarczej w Wydziale Nauk Społecznych i Technicznych Wyższej Szkoły Biznesu i Przedsiębiorczości w Ostrowcu Świętokrzyskim. W tym samym roku został dziekanem Wydziału Ekonomii i Politologii. W 2002–2007 sprawował funkcję prorektora uczelni. 9 grudnia 2002 rozporządzeniem prezydenta RP Aleksandra Kwaśniewskiego otrzymał tytuł profesora zwyczajnego. W 2007 przeszedł na emeryturę. Jako profesor emeritus wykłada również filozofię w Wyższej Szkole Ekonomii i Prawa im. Edwarda Lipińskiego w Kielcach.
Jest współzałożycielem i prezesem zarządu Towarzystwa Przyjaciół Muzeum Wsi Kieleckiej. W 2004–2007 był opiekunem naukowym UTW w Ostrowcu Świętokrzyskim.

## Publikacje
Autor:
- 1975: Białaczowskie Zakłady Ceramiczne (1928–1939). „Studia Kieleckie” T. 2: nr 1: s. 79–85.
- 1981: Własność magnacka w drugiej połowie XVIII wieku na przykładzie dóbr Małachowskich. „Zeszyty Naukowe Politechniki Świętokrzyskiej. Nauki Społeczno-Ekonomiczne” z. 8: s. 153–168.
- 1982a: Gospodarka rolna w majątku Białaczów w latach 1818–1939. „Studia Kieleckie” T. 8: nr 3: s. 69–80.
- 1982b: Gospodarstwo chłopskie w dobrach białaczowskich w latach 1777–1864. Kielce: MWK.
- 1983a: Produkcja alkoholu w dobrach białaczowskich od XVIII do XX wieku. „Zeszyty Naukowe Politechniki Świętokrzyskiej. Nauki Społeczno-Ekonomiczne” z. 10: s. 97–109.
- 1983b: Przemysł metalowy w dobrach Małachowskich w Zagłębiu Staropolskim (druga połowa XVIII–pierwsza połowa XIX wieku). „Kwartalnik Historii Kultury Materialnej” R. 31: z. 4: s. 431–439.
- 1984: Przemiany społeczno-gospodarcze wsi kieleckiej w latach 1945–1980. „Zeszyty Naukowe Politechniki Świętokrzyskiej : Nauki Społeczno-Ekonomiczne” z. 12: s. 81–98.
- 1987: Gospodarka rolna w dobrach białaczowskich w latach 1864–1939. „Studia Historyczne” R. 30: z. 3: s. 385–401.
- 1989a: Dobra Sulgostów w przededniu reformy uwłaszczeniowej (1855–1860). „Kwartalnik Historii Kultury Materialnej” R. 37: z. 3–4: s. 567–576.
- 1989b: Gospodarstwo folwarczne w dobrach magnackich między Wisłą a Pilicą w latach 1815–1864. Kielce: Politechnika Świętokrzyska.
- 1989c: Rozwój przemysłu w południowo-wschodniej kielecczyźnie w XIX wieku. „Studia Historyczne” R. 32: z. 2: s. 213–226.
- 1990a: Historia gospodarcza czasów nowożytnych : Zarys problematyki badawczej. Kraków: Wyd. UJ.
- 1990b: W sprawie serwitutów w dobrach latyfundialnych w guberni radomskiej w XIX wieku. „Studia Kieleckie” T. 16: nr 1–2: s. 25–33.
- 1993a: Gospodarka rolna dóbr białaczowskich od końca XVIII do 1864 r. „Studia Kieleckie” T. 19: nr 4: s. 5–13.
- 1993b: Gospodarstwo rolne w dobrach cystersów wąchockich przed kasatą 1819 r. [W:] Z dziejów opactwa cystersów w Wąchocku : Materiały z sesji naukowej 1991 roku. Red. Massalski, Adam; Olszewski, Daniel. Kielce: KTN: s. 123–137.
- 1996: Szydłowiec i dobra szydłowieckie w pierwszej połowie XIX wieku. Kielce: Politechnika Świętokrzyska.
- 1997: Wkład duchowieństwa rzymskokatolickiego w rozwój kultury ziemi radomskiej w latach 1795–1864. „Biuletyn Kwartalny Radomskiego Towarzystwa Naukowego” T. 32: z. 1–2: s. 7–29.
- 1999: Działalność gospodarcza Małachowskich w XVIII i XIX wieku. Kielce: Rada Wojewódzka Federacji Stowarzyszeń Naukowo-Technicznych.
- 2000: Gospodarka magnacka w XIX wieku w międzyrzeczu Wisły i Pilicy (na przykładzie dóbr Małachowskich). „Biuletyn Kwartalny Radomskiego Towarzystwa Naukowego” T. 35: z. 1–2: s. 35–56.
- 2002: Ekonomia kielecka w latach 1789–1864. Ostrowiec Świętokrzyski: WSBiP. ISBN 83-916653-0-5.
- 2003: Produkcja i zastosowanie narzędzi i maszyn rolniczych w majątkach wielkiej własności na obszarze między Wisłą a Pilicą w I połowie XIX wieku. [W:] Postęp agrotechniczny w regionie świętokrzyskim : XIX–XX w. : Materiały z konferencji naukowej, Staszów, 13 grudnia 2002 r. Red. Maj, Sławomir. Kielce: Wyd. „Gens”: s. 110–122.
- 2008: Stopień rozwoju kapitalizmu w rolnictwie zachodnioeuropejskim i polskim w XIX wieku : Studium porównawcze. „Zeszyty Naukowe Wyższej Szkoły Ekonomii i Prawa im. Edwarda Lipińskiego w Kielcach” nr 9: s. 43–54.
- 2014: Mieszkańcy Kielc w latach 1816–1866. Ostrowiec Świętokrzyski: WSBiP. ISBN 978-83-64557-04-0.
- 2015: Sumariusz generalny dóbr Jana Małachowskiego... z 1777 r. [W:] Rola rodu Małachowskich w dziejach ziemi koneckiej. Red. Pasek, Wojciech. Końskie: Muz. Reg. PTTK, s. 48–57.

Współautor:
- 2004: Uwagi o strukturze, zamożności i wyżywieniu mieszkańców wsi kieleckiej w XIX w. „Acta Scientifica Academiae Ostroviensis” z. 16: s. 75–83. (z Katarzyną Wiśniewską)